# ジャンクワーカー
「ジャンクワーカー」は、THE BACK HORNの配信限定シングル。2024年7月31日配信開始。

## 概要
2024年7月から10月にかけて連続リリースされるコンセプトシリーズ『光と影』の2作目。
7月28日に日比谷野外音楽堂で開催されたワンマンライブ『「KYO-MEIワンマンライブ」〜第五回夕焼け目撃者〜』にて初披露され、7月31日にリリースされた。

## 収録曲
1. ジャンクワーカー
作詞・作曲：山田将司、編曲：THE BACK HORN